# Xipaguazin Moctezuma
Pour les articles homonymes, voir Moctezuma.
María Xipaguazin Moctezuma est une princesse aztèque morte le 10 janvier 1537. 

## Biographie
Elle naît sous le nom Xipaguazin Moctezuma. Son père est l'empereur Moctezuma II,.
Certains documents indiquent que Xipaguazin arrive en Espagne au XVIe siècle avec son récent époux Joan de Grau i Ribó (es), baron de Toloriu qui a accompagné Hernán Cortés dans ses conquêtes de terres. Apparemment, un frère de Xipaguazin et douze indigènes accompagnèrent la princesse dans son voyage.
Une fois arrivée, Xipaguazin prend le nom María Moctezuma. Joan Grau et la princesse aztèque parent vivre dans le village de Toloriu,.
La princesse meurt le 10 janvier 1537 et est, selon certaines sources, inhumée à Lérida avec un trésor,.

## Vie privée
Selon la source Cuarto Milenio, elle a un enfant avec Joan de Grau.